# 赤道邦联

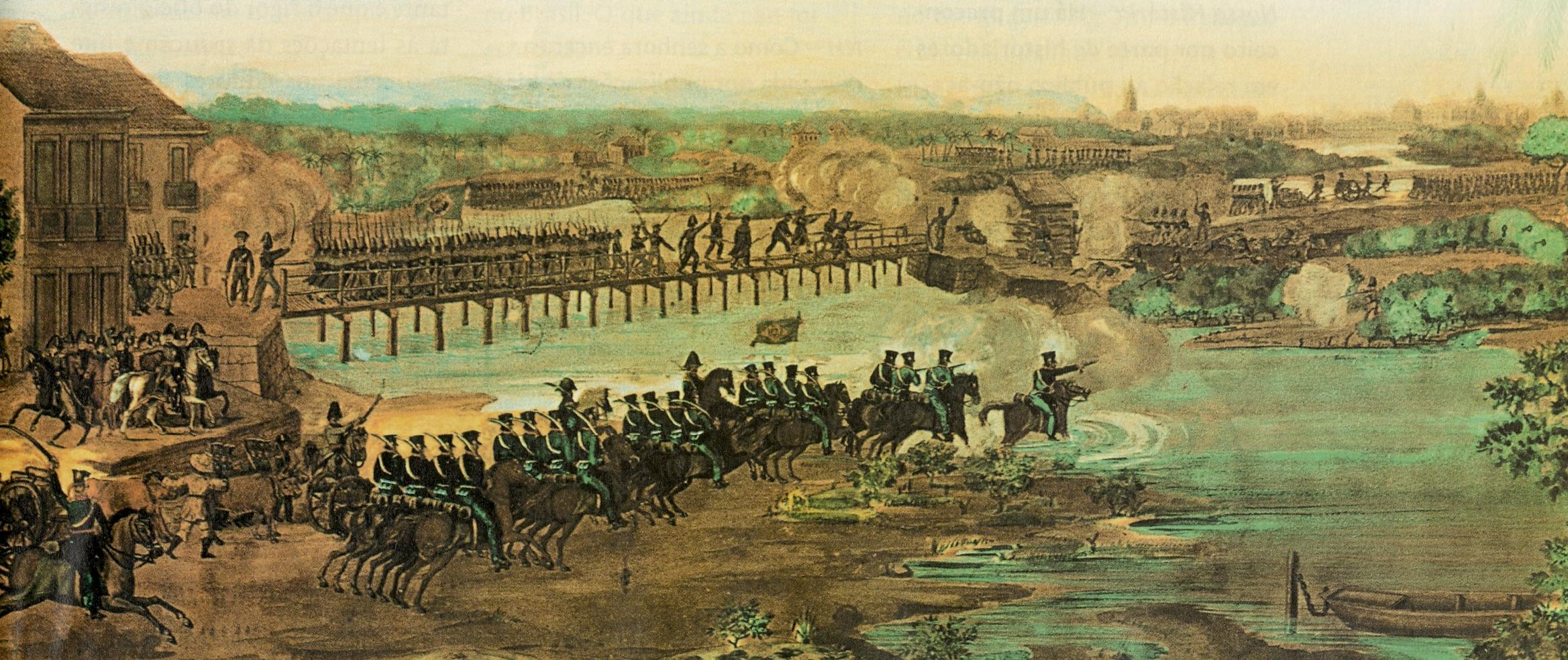
1824年，巴西帝国军队在伯南布哥省省会累西腓与赤道邦联军队交战。

赤道邦联（葡萄牙語：Confederação do Equador）是1824年在巴西帝国东北部出现的一个短暂的叛乱政权。这个分裂主义政权由反对巴西皇帝佩德罗一世的专制和中央集权政策的自由主义者领导。赤道邦联军队和巴西帝国军队在伯南布哥、塞阿拉和帕拉伊巴等省交战。